# Corynoneura scutellata
Corynoneura scutellata är en tvåvingeart som beskrevs av Johannes Winnertz 1846. Corynoneura scutellata ingår i släktet Corynoneura och familjen fjädermyggor. Arten är reproducerande i Sverige. Inga underarter finns listade i Catalogue of Life.